# Epitheca cynosura
Epitheca cynosura (tên tiếng Anh: Common Baskettail) là một loài chuồn chuồn ngô trong họ Corduliidae.
Ngực màu nâu và có lông. 
Vài tiêu bản có đốm tam giác tại gốc cánh sau.
Các cá thể khó phân biệt trong với các loài khác thuộc chi này.
Mùa bay của chúng bắt đầu vào đầu tháng 1 và kéo dài đến tháng 8. Chúng cũng bay vào tháng 10 đến tháng 12 ở bắc Florida.

## Hình ảnh

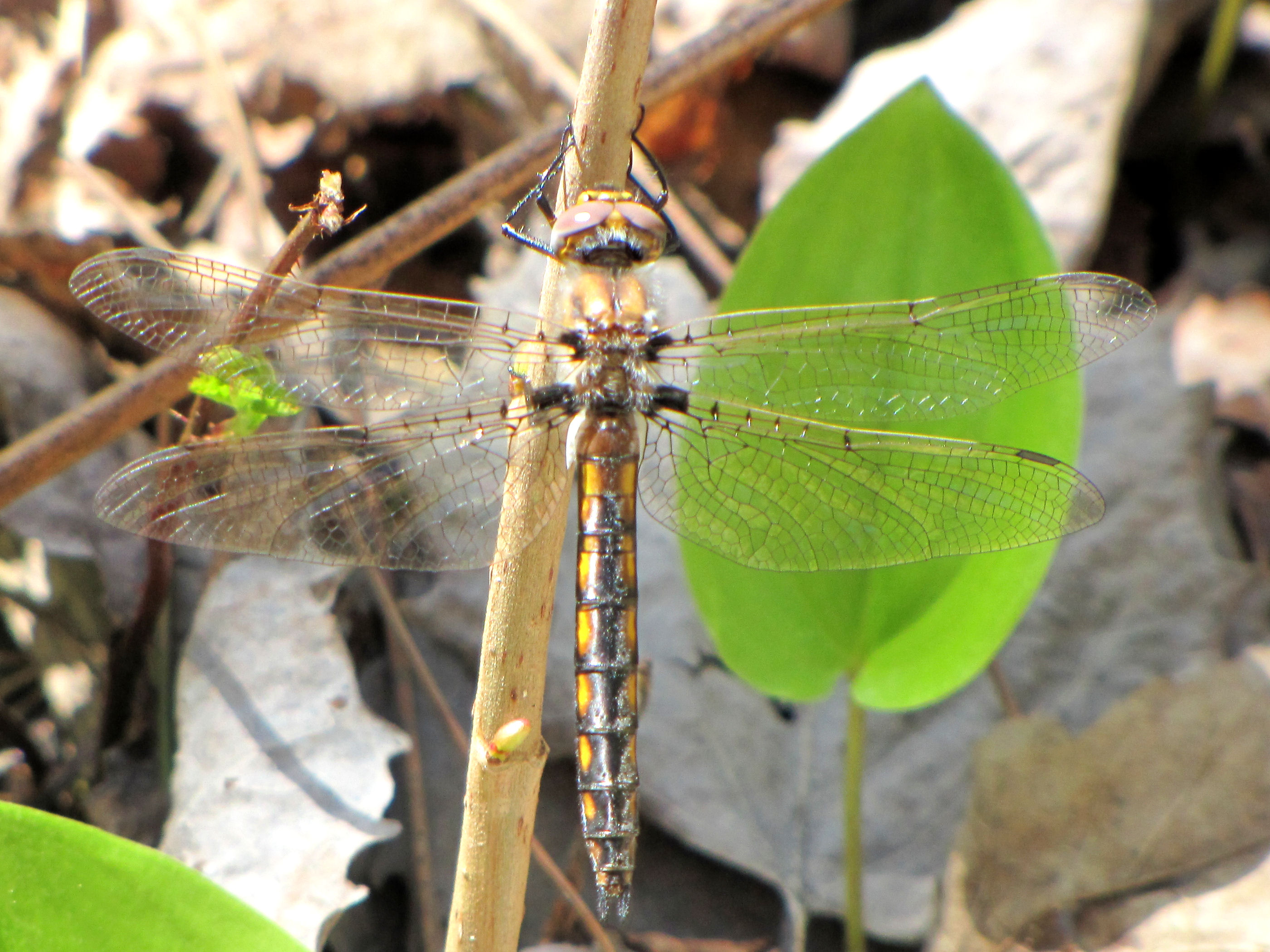
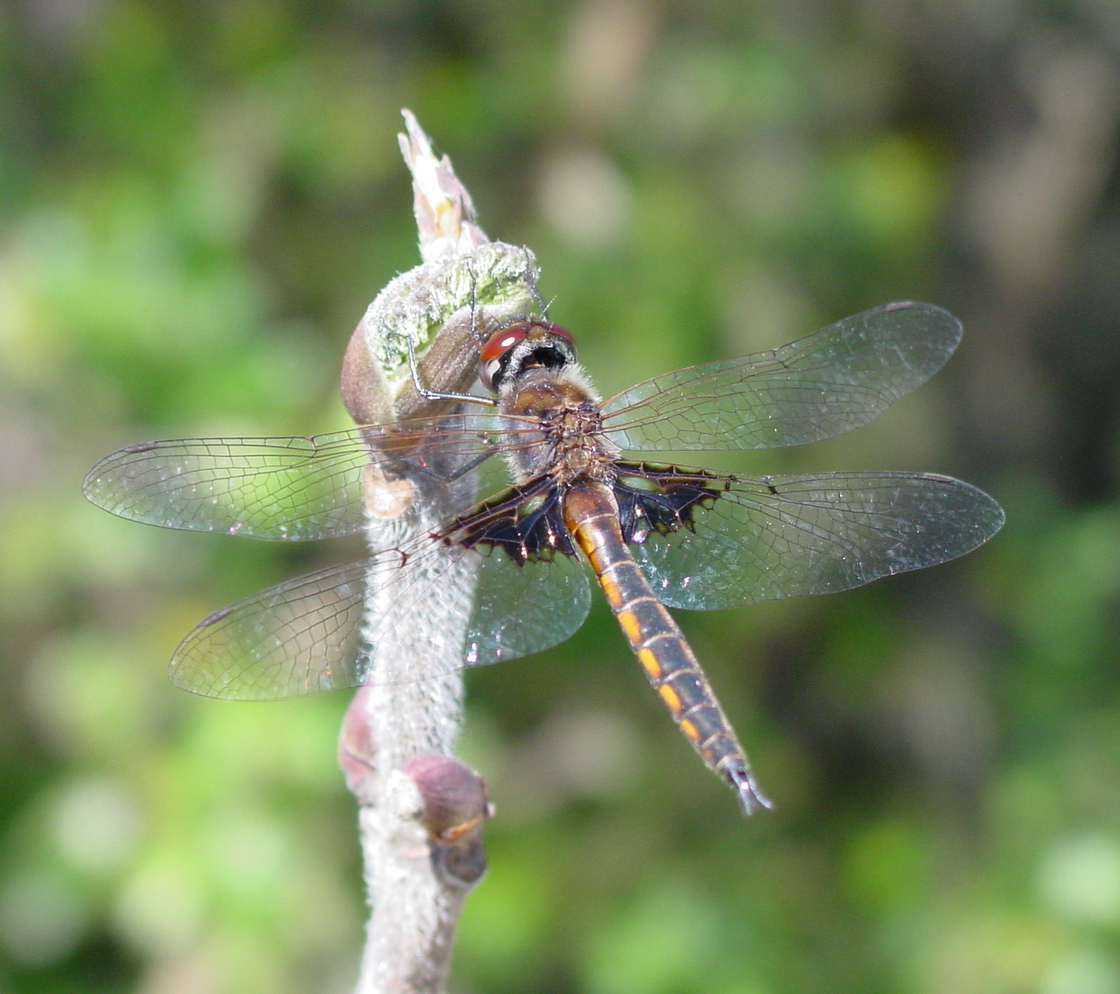